# 나가오촌 (지바현)
나가오촌(長尾村)은 지바현 아와군에 존재했던 촌이다. 현재의 미나미보소시 남부에 해당한다.

## 지리
아와군 남부에 위치한 촌이었다.1926년 당시의 나가오촌(長尾村)은 동측은 시라하마촌, 서측은 도미사키촌 북측은 도요후사촌과 인접하고 남쪽은 태평양을 향하고 있었다. 미나미보소시에 합병되어 이전의 시라하마정의 서부에 해당되며
현재의 미나미보소시 남부에 위치하고 있다.

## 역사
중세 아와국 남쪽 끝자락은 나가오장 또는 시라하마향으로 불렸다. 에도 시대의 시바야마 분헤이(柴山文平)의 지배하에 있었다.
- 1889년 4월 1일 - 정촌제 시행에 의해 아와군 나가오촌이 성립하였다.
- 1954년 3월 3일 - 시라하마정과 합병해, 새로운 시라하마정을 신설하여, 동일 나가오촌은 폐지되었다.

## 경제
1888년에 작성된 분합조서(分合調書)에 따르면 어업과 농업이 주산업이었다고 한다.
1926년의 『아와군지(安房郡誌)』에 따르면, 농산물 중에서는 감귤 재배가 성행하고, 과수 재배도 최근 발달하고 있다고 한다. 가장 큰 생산품은 해산물(「해조류」)이며, 특히 가자미(搗布)와 전복(石決明)을 꼽고 있다.

## 참고문헌
- 『明治22年千葉県町村分合資料 十六 安房郡町村分合取調』1889年。
- 千葉県安房郡教育会 編『千葉県安房郡誌』千葉県安房郡教育会、1926年。NDLJP:980721。